# Wapen van Wester-Koggenland

Wapen van Wester-Koggenland

Het wapen van Wester-Koggenland is in gebruik geweest van 2 mei 1979 tot 2007 toen de gemeente opging in de nieuwe gemeente Koggenland. Het wapen bevat elementen uit de voormalige gemeentes Avenhorn, Berkhout, Oudendijk en Ursem.

## Geschiedenis
Het wapen is samengesteld uit de wapens van voorgaande gemeentes. In het eerste deel komt het wapen van Berkhout terug. In het tweede deel dat van Avenhorn. De punt is het wapen van Oudendijk. De schildhoudende leeuw is het wapendier uit het wapen van Ursem.

## Blazoenering
De beschrijving van het wapen van Wester-Koggenland luidde als volgt:
Gedeeld: I in zilver, omgewend, een geharnaste St. Joris van natuurlijke kleur, met drie pluimen op de helm, een mantel en een sjerp van keel, op een steigerend paard van sabel, met een van goud gezoomd zadel van keel, een tussen de benen van het paard kronkelende draak van azuur met een lans van natuurlijke kleur doorstekend, II in goud een ruiter met getrokken zwaard van natuurlijke kleur, in 17e-eeuwse kleding van sabel, met een pluim op de hoed en een sjerp van keel, op een steigerend paard van sabel, met een van goud gezoomd zadel van keel; in een ingebogen punt van sinopel een gans van zilver, gebekt en gepoot van keel. Het schild gedekt met een gouden kroon van drie bladeren en twee parels en ter linkerzijde gehouden door een omziende leeuw van keel, getongd en genageld van azuur.
Het wapen is gedeeld. Het eerste deel is van zilver met daarin een geharnaste Sint Joris; deze is van natuurlijke kleur en staat omgewend. Omgewend betekent dat hij naar links (voor de kijker rechts) kijkt. Sint Joris heeft op zijn helm drie pluimen en hij heeft een mantel aan met daaraan een rode sjerp. De heilige zit op een zwart steigerend paard. Het zadel is rood van kleur met een gouden zoom. De draak is blauw en kronkelt tussen de benen van het paard. De lans is ook van natuurlijke kleur (grijs) en wordt door de bek van de draak gestoken.
Het tweede deel is goud van kleur en bevat een ruiter met getrokken zwaard van natuurlijke kleur. De ruiter heeft zwarte 17e-eeuwse kleding aan. Op de hoed een pluim en ook deze ruiter heeft een rode sjerp en zit op een steigerend zwart paard. Wederom is het zadel rood en de zoom goud.
Deel drie is in de vorm van een groene ingebogen punt. In dit veld staat een zilveren (witte) gans. De snavel en poten zijn rood van kleur.
Het schild wordt gedekt door een gouden kroon van drie bladeren met daartussen twee parels. Aan de linkerzijde (voor de kijker rechts) staat een rode omziende leeuw welke als schildhouder fungeert. Zijn tong en nagels zijn blauw van kleur. Deze leeuw is overgenomen voor het wapen van Koggenland.

## Verwante wapens

Wapen van Berkhout
Wapen van Avenhorn
Wapen van Oudendijk